# Amphiprion fuscocaudatus
Espèce
Amphiprion fuscocaudatus ou « Amphiprion des Seychelles » est une espèce de poissons osseux de la famille des pomacentridés. Il est présent dans les lagunes et récifs coralliens de l'Océan Indien (Seychelles et groupe d'Aldabra) entre 5 et 30 m de profondeur. Comme la plupart des amphiprions, il vit en étroite symbiose avec des anémones de mer, mais il est spécifique de l’anémone de Mertens.

## Description
Il mesure entre 11 et 14 cm, de longueur et 6 à 7 cm de hauteur. Le corps de ce pomacentridé est marron foncé à noirâtre sur les flancs, tandis que la face ventrale, la tête et les nageoires ventrales sont jaunes. La nageoire caudale présente une alternance de raies sombres et claires partant radialement de la base. Le Poisson-clown de Maurice (Amphiprion chrysogaster), très proche, s'en différencie par une nageoire caudale noire liserée de blanc. La dernière nageoire dorsale et les nageoires ventrales sont jaunes. Deux larges bandes blanches s'étire le long du corps : la première passe juste derrière l’œil ; la seconde prend naissance au milieu de la nageoire dorsale. Une autre bande de couleur sépare la nageoire caudale de sa base. 
La nageoire dorsale comporte onze rayons épineux et 15 à 16 rayons mous ; la dernière nageoire dorsale deux épines et 14 rayons mous. Les nageoires ventrales portent 20 épines. L’arc branchial comporte de 19 à 21 valvules. Les organes latéraux sont couverts de 40 écailles.